# Cuprokalininit
Cuprokalininit (russisch Купрокалининит; IMA-Symbol Ckal) ist ein extrem selten vorkommendes Mineral aus der Mineralklasse der „Sulfide und Sulfosalze“ mit der Endgliedzusammensetzung Cu(Cr3+Cr4+)S4 (vereinfacht auch CuCr2S4) und damit chemisch gesehen ein Kupfer-Chrom-Sulfid. Strukturell gehört Cuprokalinit zur Familie der Spinelle.
Cuprokalininit kristallisiert im kubischen Kristallsystem, entwickelt aber nur mikroskopisch kleine Kristalle bis etwa 0,2 mm Größe mit oktaedrischem oder kuboktaedrischem Habitus. Auch Zwillinge nach dem „Spinellgesetz“ (Durchdringungszwillinge nach den Oktaederflächen {111}) sind bekannt.

## Etymologie und Geschichte
Entdeckt wurde Cuprokalininit erstmals in Mineralproben aus dem Sludjanka-Komplex in der Region Süd-Baikal, genauer im Marmor-Steinbruch Pereval (auch Grube Kaber) nahe der Stadt Sljudjanka und dem Baikalsee in der russischen Oblast Irkutsk (Südsibirien). Die Analyse und Erstbeschreibung erfolgte durch ein Mineralogenteam, bestehend aus L. S. Resnizkij, Je. W. Skljarow, S. F. Uschtschapowskaja, L. F. Suworowa, Ju. S. Polechowskij, P. Dserschanowskij und I. G. Barasch (russisch Л. З. Резницкий, Е. В. Скляров, З. Ф. Ущаповская, Л. Ф. Суворова, Ю. С. Полеховский, П. Дзержановский, И. Г. Бараш, wiss. Transliteration L. Z. Reznickij, E. V. Skljarov, Z. F. Uščapovskaja, L. F. Suvorova, Ju. S. Polechovskij, P. Dzeržanovskij, I. G. Baraš). Benannt wurde das Mineral in Anlehnung an dessen naher Verwandtschaft als Kupfer-Analogon von Kalininit (ZnCr2S4).
Das Mineralogenteam sandte seine Untersuchungsergebnisse und den gewählten Namen 2010 zur Prüfung an die International Mineralogical Association (interne Eingangs-Nr. der IMA: 2010-008), die den Cuprokalininit noch im gleichen Jahr als eigenständige Mineralart anerkannte. Die Erstbeschreibung wurde ebenfalls 2010 zunächst im russischen Fachmagazin Sapiski Rossijskogo Mineralogitscheskogo Obschtschestwa (russisch Записки Российского Минералогического Общества, wiss. Transliteration Zapiski Rossijskogo Mineralogičeskogo Obščestva) veröffentlicht. Ein Jahr später folgte die Publikation der Erstbeschreibung im englischsprachigen Fachmagazin Geology of Ore Deposits.
Das Typmaterial des Minerals wird im Mineralogischen Museum, benannt nach A. J. Fersman (FMM) in Moskau unter der Katalog-Nummer 03/01/3886 aufbewahrt.

## Klassifikation
Die strukturelle Klassifikation der IMA zählt den Cuprokalininit zur Spinell-Supergruppe, wo er zusammen mit Carrollit, Cuproiridsit, Fletcherit, Florensovit, Malanit, Rhodostannit und Toyohait die Carrollit-Untergruppe innerhalb der Thiospinelle bildet (Stand 2019).
Da der Cuprokalininit erst 2010 als eigenständiges Mineral anerkannt wurde, ist er in der weder in der veralteten 8. Auflage noch in der zuletzt 2009 aktualisierten 9. Auflage der Strunz’schen Mineralsystematik verzeichnet. Auch die vorwiegend im englischen Sprachraum gebräuchliche Systematik der Minerale nach Dana kennt den Cuprokalininit noch nicht.
Im zuletzt 2018 überarbeiteten und aktualisierten Lapis-Mineralienverzeichnis nach Stefan Weiß, das sich aus Rücksicht auf private Sammler und institutionelle Sammlungen noch nach der alten Form der Systematik von Karl Hugo Strunz in der 8. Auflage richtet, erhielt das Mineral die System- und Mineral-Nr. II/D.01-115. In der „Lapis-Systematik“ entspricht dies der Klasse der „Sulfide und Sulfosalze“ und dort der Abteilung „Sulfide mit dem Stoffmengenverhältnis Metall : S,Se,Te < 1 : 1“, wo Cuprokalininit zusammen mit Bornhardtit, Cadmoindit, Carrollit, Daubréelith, Fletcherit, Florensovit, Greigit, Indit, Kalininit, Linneit, Polydymit, Siegenit, Trüstedtit, Tyrrellit und Violarit die „Linneitgruppe“ mit der System-Nr. II/D.01 bildet.
Die von der Mineraldatenbank „Mindat.org“ weitergeführte Strunz-Klassifikation in der 9. Auflage ordnet den Cuprokalininit dagegen in die Abteilung der Metallsulfide mit dem Stoffmengenverhältnis Metall : Schwefel = 3 : 4 und 2 : 3 und dort in die Unterabteilung „M : S = 3 : 4“, wo er aufgrund der strukturellen Verwandtschaft ebenfalls der „Linneitgruppe“ mit der System-Nr. 2.DA.05 zugeordnet wird (vergleiche dazu auch Linneitgruppe der Klassifikation nach Strunz) Neben Bornhardtit, Cadmoindit, Carrollit, Cuproiridsit, Cuprorhodsit, Daubréelit, Fletcherit, Florensovit, Greigit, Indit, Kalininit, Linneit, Malanit, Polydymit, Siegenit, Trüstedtit, Tyrrellit, Violarit, Xingzhongit auch die nach 2009 neu beschriebenen Spinelle Berndlehmannit, Joegoldsteinit, Nickeltyrrellit und Shiranuiit. Die Spinelle Ezochiit und Grimmit werden hier zusammen mit Ferrodimolybdänit (FeMo2S4), Zaykovit (Rh3Se4) und Zolenskyit (FeCr2S4) der allgemeineren Gruppe 2.DA (Metallsulfide mit M:S=3:4) zugewiesen.

## Kristallstruktur
Cuprokalininit kristallisiert in der kubischen Raumgruppe Fd3m (Raumgruppen-Nr. 227) mit dem Gitterparameter a = 9,814(2) Å sowie 8 Formeleinheiten pro Elementarzelle.

## Bildung und Fundorte
An seiner Typlokalität im Sludjanka-Komplex in der Region Süd-Baikal (Marmorsteinbruch Pereval nahe Sljudjanka, Südsibirien) fand sich Cuprokalininit als verstreute Einschlüsse in Quarz in chrom- und vanadiumhaltigen Quarz-Diopsid-Granuliten, das heißt hochmetamorphen, kristallwasserarmen kristallinen Schiefern. Als weitere Begleitminerale konnten hier bisher Calcit, Pyrit, Cr-V-haltiger Tremolit, Cr-V-haltige Glimmer und Spinelle, Vanadium-Titanit, Plagioklase sowie Minerale und Mischkristalle der Natalyit-Kosmochlor-, Goldmanit-Uwarowit-, Dravit-Chrom-Dravit- und Karelianit-Eskolait-Reihen.
Der Marmor-Steinbruch Pereval nahe Sljudjanka in der russischen Oblast Irkutsk in Südsibirien ist auch der bisher einzige bekannte Fundort für das Mineral.